# Venerupis
Venerupis es un género de moluscos bivalvos marinos de la familia Veneridae.

## Especies
El Registro Mundial de Especies Marinas (WoRMS) acepta las siguientes especies como válidas en 2011:
- Venerupis anomala (Lamarck, 1818)
- Venerupis aspera (Quoy & Gaimard, 1835)
- Venerupis aurea (Gmelin, 1791)
- Venerupis bruguieri (Hanley, 1845)
- Venerupis cordieri
- Venerupis corrugata (Gmelin, 1791)
- Venerupis cumingii (G. B. Sowerby II, 1852)
- Venerupis declivis Sowerby, 1853
- Venerupis decussata (Linnaeus, 1758) sinónimo de Ruditapes decussatus
- Venerupis dura (Gmelin, 1791)
- Venerupis galactites (Lamarck, 1818)
- Venerupis geographica (Gmelin, 1791)
- Venerupis glandina (Lamarck, 1818)
- Venerupis largillierti (Philippi, 1847)
- Venerupis lucens (Locard, 1886)
- Venerupis rugosa (G. B. Sowerby II, 1854)
- Venerupis philippinarum (A. Adams & Reeve, 1850)
- Venerupis saxatilis (Fleuriau de Bellevue, 1802)
- Venerupis senegalensis (Gmelin, 1791)

A partir del 2016, WoRMS clasifica cuatro especies en el género Polititapes: P. aureus, P. durus, P. lucens y P. rhomboides.